# Wiedersehen in Howards End (Roman)
Wiedersehen in Howards End (im englischen Original: Howards End) lautet der Titel eines Romans, den Edward Morgan Forster 1910 veröffentlicht hat. 2015 wählten 82 internationale Literaturkritiker und -wissenschaftler den Roman zu einem der bedeutendsten britischen Romane.

## Handlung
Im Mittelpunkt der Handlung stehen zwei Familien: die progressiv-romantischen Schlegels und die nüchtern-konservativen Wilcox’. Während die drei Geschwister Schlegel – Margaret, Helen und Tibby – ein Leben in der Künstler- und Literatenbohème führen und von ihrem deutschstämmigen Vater zu eigenständigem und vorurteilsfreiem Denken erzogen wurden, stellen die (männlichen) Mitglieder der Familie Wilcox Prototypen des viktorianischen Biedermanns dar, der ohne künstlerische oder philosophische Neigungen sein Leben dem kaufmännischen Berufe widmet.
Diese beiden Welten treffen im Roman mehrfach aufeinander: Zunächst in einer überstürzten und eiligst wieder gelösten Verlobung von Helen Schlegel mit dem jungen Wilcox-Sohn, danach in einer zarten Freundschaft zwischen Margaret Schlegel und der Ehefrau Ruth Wilcox und schließlich nach dem Tod von Ruth in der Ehe von Margaret mit dem verwitweten Henry Wilcox.
Neben den beiden Familien spielt eine Zufallsbekanntschaft der Schlegels eine tragende Rolle: Leonard Bast, ein strebsamer intelligenter junger Mann aus kleinen Verhältnissen, wird von den Schlegels ohne Erfolg protegiert. Seine Armut kontrastiert augenfällig mit der materiellen Sorglosigkeit der Oberschichtsfamilien.
Der Titel des Romans leitet sich vom Landhaus der Wilcox’ her, das der Familie Wilcox zu wenig repräsentativ und nützlich erscheint, für Ruth Wilcox aber große emotionale Bedeutung trägt. Margaret Schlegel kann als einzige diese Leidenschaft für das geschichtsträchtige Haus nachvollziehen, und so wird Howards End zum Berührungs- und Wendepunkt der Geschichte.

## Kritik
In einer Rezension des Buches schreibt die Frankfurter Allgemeine Zeitung 1995, der Roman führe dem Leser eine vergangene Welt „in den prekären Situationen ihres Vergehens“ vor und lasse ihn in „das alte viktorianische England, unendlich liebenswürdig, wenn auch ein bißchen bigott, hineinverschwinden“.

## Interpretationsansatz
Im Schlusstableau sind die Hauptpersonen in Howards End vereinigt. Mr. Wilcox, seine Frau Margaret, ihre Schwester Helen und ihr uneheliches Kind bilden eine Gemeinschaft, die sicherlich keine Familie im bürgerlichen Sinn darstellt. Aber ihre Zusammengehörigkeit am Ende zeigt nach der Deutung von Annelise Phlippen, „daß sie ihre soziale Herkunft und die daraus sich ergebenden Gegensätze überwunden haben.“ Für Phlippen scheint in ihnen das „Wunschbild der klassenlosen Gesellschaft [...] auf eine zugleich rührende wie heitere Weise verwirklicht.“
Wilhelm Emanuel Süskind übersetzte den Roman erst 1949 für die deutschsprachige Erstausgabe, die damals bereits den erweiterten Titel trug. Diese Übersetzung liegt auch der Ausgabe von S. Fischer (1958) zugrunde, ebenso wie den anderen Ausgaben bei der F. A. Herbig Verlagsbuchhandlung München (1987), bei Goldmann (1992), bei Nymphenburger (2002), in der Bibliothek der Süddeutschen Zeitung (2004) und im S. Fischer Verlag (2005).

## Übersetzungen
Der 1908 bis 1910 geschriebene Roman erschien 1910 als englische Erstausgabe 1910 in Cambridge.
Wilhelm Emanuel Süskind übersetzte für die Ausgabe im Verlag Volk und Welt Berlin zuerst 1949, Neuauflagen erschienen 1958 und 1968.
Eine Neuübersetzung schuf Egon Pöllinger in den 1980er Jahren.

## Verfilmung
Die Verfilmung von James Ivory erhielt 1992 drei Oscars und weitere Auszeichnungen.
Die Miniserie Howards End (Miniserie) der BBC beschäftigt sich ebenfalls mit dem Stoff.